# Lophuromys brevicaudus
Lophuromys brevicaudus is een knaagdier uit het geslacht Lophuromys dat voorkomt op 2400 tot 3750 m hoogte in de Ethiopische bergen ten oosten van de Grote Slenk. Deze soort behoort tot het ondergeslacht Lophuromys en is daarbinnen verwant aan L. flavopunctatus en L. melanonyx; tot 1998 werd deze soort tot L. flavopunctatus gerekend.
L. brevicaudus is een middelgrote, gespikkelde Lophuromys met een korte staart en een zachte, korte, grijze vacht. De vachten zijn lang en licht. De haren aan de bovenkant van de staart zijn zwart, die aan de onderkant wit. Het karyotype bedraagt 2n=68, FNa=78. De kop-romplengte bedraagt 96 tot 134 mm, de staartlengte 44 tot 68 mm, de achtervoetlengte (c.u.) 21,3 tot 25,0 mm, de oorlengte 15 tot 19 mm en het gewicht 26 tot 60 g.
Kivumys: Lophuromys luteogaster · Lophuromys medicaudatus · Woosnamborstelhaarmuis (Lophuromys woosnami)

Lophuromys: Lophuromys angolensis · Lophuromys ansorgei · Lophuromys aquilus · Lophuromys brevicaudus · Lophuromys brunneus · Lophuromys chercherensis · Lophuromys chrysopus · Lophuromys dieterleni · Lophuromys dudui · Lophuromys eisentrauti · Lophuromys flavopunctatus · Lophuromys huttereri · Lophuromys kilonzoi · Lophuromys laticeps · Lophuromys machangui · Lophuromys makundii · Lophuromys margarettae · Lophuromys melanonyx · Lophuromys menageshae · Lophuromys nudicaudus · Lophuromys pseudosikapusi · Lophuromys rahmi · Lophuromys rita · Lophuromys roseveari · Lophuromys sabunii · Lophuromys sikapusi · Lophuromys simensis · Lophuromys stanleyi · Lophuromys verhageni · Lophuromys zena